# Cecilia Eckelmann Battistello
Cecilia Eckelmann Battistello (Vicenza, 13 aprile 1950 – Amburgo, 6 marzo 2024) è stata un'imprenditrice italiana naturalizzata britannica, presidente e amministratrice delegata del Gruppo Contship Italia.

## Biografia
Nata a Vicenza il 13 aprile 1950, iniziò la sua carriera nel trasporto marittimo in Svizzera, come rappresentante commerciale per Contship Containerlines di cui divenne presidente e amministratrice delegata nel 1996. Dal 1990 al 1994 fu la prima donna a presiedere la più antica conferenza marittima tra Inghilterra, India, Pakistan e Bangladesh.
Nel 1998, dopo la vendita di Contship Containerlines a CP Ships, diede le sue dimissioni e divenne Presidente del Gruppo Contship Italia. Dal 2005 al 2010 fu presidente della Ferport (Federation of European Private Port Operators).
Nel febbraio 2020 venne pubblicato il suo libro autobiografico "Il sogno di Cecilia - Una Nave Rosa Attraverso l'Oceano”, scritto in collaborazione con il regista Aldo Innocenti ed edito da Mondadori.
Morì ad Amburgo il 6 marzo 2024 all'età di 73 anni.

## Vita privata
Nel 1996 si sposò con Thomas Eckelmann, proprietario del gruppo Eurokai-Eurogate, il primo in Europa.

## Riconoscimenti
- Nel 2014 vinse il premio Bellisario per la categoria “Imprenditoria”.[9]
- Nel 2015 fu insignita del Life Time Achievement Award durante la cerimonia di premiazione dei Containerisation International Global Awards.[10]
- Nel 2016 venne inserita nella Lloyd's List's Top 100 Most Influential People per lo Shipping[11]